# 競輪場前停留場
競輪場前停留場（けいりんじょうまえていりゅうじょう）は、愛知県豊橋市東田町にある豊橋鉄道東田本線の停留場（電停）である。停留場番号は11。
豊橋競輪場への最寄駅であるが、停留所から競輪場までは約500 mほどあり、競輪開催時には豊橋駅前から無料のシャトルバスが運行されるため、競輪場へ行く客はあまり利用していない。
留置線があるため始発、終着の電車が朝夕に何本か存在する。

## 歴史
- 1950年（昭和25年）9月17日：開業。
- 2007年（平成19年）3月20日：安全地帯を設置。

## 停留場構造
併用軌道上に、単式の安全地帯1面1線がある。上下線の乗り場を共用するため、赤岩口・運動公園前行きの電車では進行方向に向かって右側の扉から乗車する必要がある。駅付近に豊橋鉄道の市内線営業所があり、その建物の隣へ電車留置線が伸びており、常時車両が留置されている。営業所では電車に対する運行指示を行う。
東田本線は、駅前駅 - 当駅間は複線だが当駅 - 赤岩口停留場・運動公園前停留場間は単線となる。また、安全地帯を設置する前は2面2線であったが、乗り場は道路上に塗装を施しただけであった。安全地帯を設置した後は、豊橋駅前から来た列車が赤岩口停留場・運動公園前停留場から来る列車が当駅を出るまで、約4分程度待たなくてはならなくなったため、所要時間が1分前後延びることとなった。

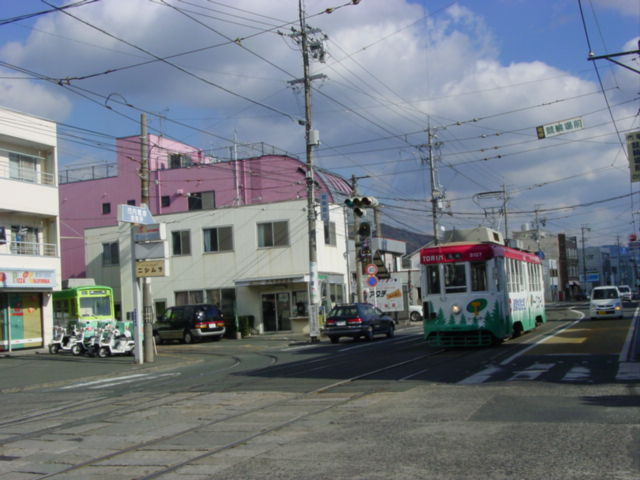
安全地帯を設置する前の競輪場前停留場（2005年1月）

## 停留場周辺
- 豊橋競輪場
- 東田球場
- 桜丘中学校・高等学校
- 豊橋岩田郵便局
- 多米街道（豊橋市）
- 市電通り（豊橋市）

## 隣の停留場
豊橋鉄道
■東田本線
東田停留場 (10) - 競輪場前停留場 (11) - 井原停留場 (12)